# 天狗倒し (映画)
『天狗倒し』（てんぐだおし）は、1944年に公開された井上金太郎監督の日本映画。
大仏次郎の同名小説（『鞍馬天狗』の一編）が原作。

## スタッフ
以下のスタッフ名は特に記載がない限りKINENOTEに従った。
- 監督 - 井上金太郎
- 脚本 - 比佐芳武、秋篠珊次郎
- 原作 - 大仏次郎　小説『天狗倒し』
- 製作 - マキノ正博[1]
- 撮影 - 斎藤正夫
- 音楽 - 西梧郎
- 録音 - 杉本文造[2]
- 照明 - 佐々木政一[2]

## キャスト
以下の出演者名と役名は国立映画アーカイブに従った。
- ？ - 鞍馬天狗
- 佐分利信 - 佐藤久馬
- 細川俊夫
- 酒井猛
- 四代目 澤村國太郎 - 大久保一蔵
- 尾上菊太郎 - 島津久光
- 坂本武
- 外松良一 - ブラウン
- 斎藤達雄 - スネル
- 南光明 - アボツト
- 新妻四郎 - ギルバード
- 葉山正雄 - ジム
- 玉城健吉
- 藤間林太郎 - 郷原左内
- 井上晴夫
- 大川六郎
- 風間宗六
- 川島満 - 金平
- 岩井扇之助
- 宇野健之助 - 萬屋の下足番
- 岡田和子
- 毛利峯子 - 島原の女中おせき
- 松浦築枝 - 島原の女中お芳
- 桑野通子 - お蔦
- 山元智恵子（桃園かぐや）（大阪松竹歌劇団） - 玉蘭
- 矢野元子（京マチ子）（大阪松竹歌劇団） - お美津